# Chalifa bin Hamad Al Thani
Scheich Chalifa bin Hamad bin Abdullah bin Dschasim bin Mohammed Al Thani GCB GCMG (arabisch خليفة بن حمد آل ثاني, DMG Ḫalīfa b. Ḥamad Āl Ṯānī; * 1932; † 23. Oktober 2016 in Doha) war vom 27. Februar 1972 bis zu seiner Absetzung durch seinen Sohn Hamad bin Chalifa am 27. Juni 1995 der Emir von Katar.

## Leben
Chalifa bin Hamad war Sohn des 1948 gestorbenen katarischen Kronprinzen Hamad bin Abdullah Al Thani. Er selbst wurde 1960 zum Kronprinzen ausgerufen. Am 29. Mai 1970 wurde er Premierminister Katars. Sein Vorgänger als Emir Ahmad ibn Ali Al Thani proklamierte am 3. September 1971 (Nationalfeiertag) die Unabhängigkeit Katars. Am 27. Februar 1972 stürzte Chalifa bin Hamad seinen Cousin und bemühte sich in der Folgezeit verstärkt um die wirtschaftliche Entwicklung des Landes und die Ansiedlung von Industrie. Die absolute Herrschaft der Dynastie blieb weiter bestehen. 1974 wurden alle Erdöl- und Erdgasgesellschaften verstaatlicht. 1981 wurde mit Oman, den Vereinigten Arabischen Emiraten, Bahrain, Saudi-Arabien und Kuwait der Golf-Kooperationsrat gegründet. Am 27. Juni 1995 wurde Chalifa bin Hamad von seinem Sohn Hamad bin Chalifa, dem bisherigen Kronprinzen und Verteidigungsminister, entmachtet, während er in Genf in der Schweiz war. Am 17. Februar 1996 schlug ein Putschversuch des gestürzten Emirs fehl. Sein Sohn begann mit der Einleitung von politischen Reformen. Chalifa bin Hamad starb unter der Herrschaft seines Enkels, des Emirs Tamim bin Hamad Al Thani, am 23. Oktober 2016.